# Алкантара, Илдемар
Илдема́р Алканта́ра (порт.-браз. Ildemar Alcântara; род. 7 ноября 1982, Сори) — бразильский боец смешанного стиля, представитель средней, полусредней и полутяжёлой весовых категорий. Выступает на профессиональном уровне начиная с 2005 года, известен по участию в турнирах таких бойцовских организаций как UFC и Jungle Fight, владел титулом чемпиона Jungle Fight в среднем весе.

## Биография
Илдемар Алкантара родился 7 ноября 1982 года в муниципалитете Сори штата Пара. Серьёзно занимался бразильским джиу-джитсу, получив в этой дисциплине чёрный пояс. Тренировался вместе со старшим братом Иури Алкантарой, который впоследствии тоже стал известным бойцом.

### Начало профессиональной карьеры
Дебютировал в смешанных единоборствах на профессиональном уровне в июне 2005 года, выиграв с помощью «треугольника» у своего соотечественника Луиса Сантуса. Тем не менее, вскоре между ними состоялся матч-реванш, и на сей раз сильнее оказался Сантус, получив единогласное решение судей в свою пользу. В следующем поединке встретился с другим известным бразильцем Фабио Мальдонадо и так же проиграл единогласным судейским решением.
Несмотря на два поражения, в 2007 году Алкантара продолжил активно выступать, с попеременным успехом дрался в различных небольших бразильских промоушенах, таких как Cage Fight Event, Iron Man Championship, Amazon Fight и др. Встречался с представителями средней, полутяжёлой и тяжёлой весовых категорий, из большинства поединков выходил победителем.

### Jungle Fight
Начиная с 2010 года Алкантара состоял в крупной бразильской организации Jungle Fight, где выигрывал все бои кроме боя с Марселу Гимарайнсом, который выиграл у него по очкам и вскоре стал новым чемпионом промоушена в среднем весе. После того как Гимарайнс покинул Jungle Fight, организация устроила гран-при в средней весовой категории, чтобы турнирным путём определить нового чемпиона — в итоге Алкантара победил всех троих соперников по турнирной сетке и в декабре 2012 года забрал чемпионский пояс себе.

### Ultimate Fighting Championship
Имея в послужном списке семнадцать побед и только пять поражений, Алкантара привлёк к себе внимание крупнейшей бойцовской организации мира Ultimate Fighting Championship и в 2013 году подписал с ней эксклюзивный контракт. В дебютном поединке в октагоне взял на рычаг колена полутяжеловеса Вагнера Праду и заставил его сдаться, заработав бонус за лучший приём вечера.
В дальнейшем спустился в полусреднюю весовую категорию, по очкам выиграл у Леандру Силвы и проиграл Игору Араужу.
В 2014 году в близком бою раздельным решением судей победил россиянина Альберта Туменова, после чего был побеждён американцем Кенни Робертсоном.
Поднявшись в 2015 году в средний вес, раздельным решением одолел Ричардсона Морейру, но единогласным решением потерпел поражение от Кевина Кейси. На этом поражении его сотрудничество с организацией подошло к концу.

### Последующая карьера
Покинув UFC, Алкантара дрался в различных менее престижных промоушенах, в частности в 2017 году трижды выступал в России. Встречался с чеченским бойцом Бесланом Ушуковым и по итогам трёх раундов проиграл ему единогласным решением судей.
В марте 2018 года выступил в крупной российской организации Fight Nights Global, проиграв техническим нокаутом Магомеду Исмаилову.

## Статистика в профессиональном ММА
| Боёв 42  | Побед 26 | Поражений 16 |
| -------- | -------- | ------------ |
| Нокаутом | 11       | 6            |
| Сдачей   | 9        | 1            |
| Решением | 6        | 9            |

| Результат | Рекорд | Соперник                   | Способ                                | Турнир                                             | Дата             | Раунд | Время | Место                           | Примечание                                                    |
| --------- | ------ | -------------------------- | ------------------------------------- | -------------------------------------------------- | ---------------- | ----- | ----- | ------------------------------- | ------------------------------------------------------------- |
| Поражение | 26-16  | Виктор Пешта               | Технический нокаут (удары)            | OKTAGON 20                                         | 30 декабря 2020  | 1     | 4:06  | Брно, Чехия                     |                                                               |
| Поражение | 26-15  | Джэйлтон младший           | Сдача (удушение ручным треугольником) | Thunder Fight 23                                   | 11 октября 2020  | 1     | 4:49  | Сан-Бернарду-ду-Кампу, Бразилия |                                                               |
| Поражение | 26-14  | Лауринас Урбонавичюс       | Единогласное решение                  | Ares FC 1                                          | 14 декабря 2019  | 3     | 5:00  | Дакар, Сенегал                  |                                                               |
| Победа    | 26-13  | Тиагу Коста                | Сдача (треугольник)                   | South America Fighters Combat 1: Marajo vs. Borges | 16 декабря 2018  | 1     | 1:10  | Пара, Бразилия                  |                                                               |
| Победа    | 25-13  | Неизвестный боец           | Сдача (удушение север-юг)             | Super Fight Brazil 1                               | 10 ноября 2018   | 2     | 1:24  | Пиауи, Бразилия                 |                                                               |
| Победа    | 24-13  | Дивину Гонтижу             | TKO (удары руками)                    | Champions Fight Combat 14                          | 8 сентября 2018  | 1     | 0:17  | Мараньян, Бразилия              |                                                               |
| Победа    | 23-13  | Норманду Кабрал ди Андради | Сдача (анаконда)                      | World Kombat Challenge 48: WKC Apu Thai 2          | 4 августа 2018   | 1     | 0:40  | Кастаньял, Бразилия             |                                                               |
| Поражение | 22-13  | Магомед Исмаилов           | TKO (удары руками)                    | Fight Nights Global 85                             | 30 марта 2018    | 1     | 3:47  | Москва, Россия                  |                                                               |
| Победа    | 22-12  | Артур Алибулатов           | Раздельное решение                    | ProFC 64: Tibilov vs. Shvets                       | 24 декабря 2017  | 3     | 5:00  | Ростов-на-Дону, Россия          |                                                               |
| Поражение | 21-12  | Алексей Ефремов            | TKO (удары локтями)                   | World Fighting Championship Akhmat 42              | 27 сентября 2017 | 3     | 0:19  | Москва, Россия                  |                                                               |
| Поражение | 21-11  | Беслан Ушуков              | Решение большинства                   | World Fighting Championship Akhmat 38              | 21 мая 2017      | 3     | 5:00  | Грозный, Россия                 |                                                               |
| Поражение | 21-10  | Маркус Перес Эшеймберг     | Единогласное решение                  | Arzalet Fighting Globe Championship                | 10 февраля 2017  | 3     | 5:00  | Сан-Паулу, Бразилия             |                                                               |
| Поражение | 21-9   | Энрике да Силва            | TKO (удары руками)                    | The King of Jungle Championship 2                  | 14 января 2016   | 2     | 4:55  | Белен, Бразилия                 | Бой в полутяжёлом весе.                                       |
| Поражение | 21-8   | Кевин Кейси                | Единогласное решение                  | UFC Fight Night: Mir vs. Duffee                    | 15 июля 2015     | 3     | 5:00  | Сан-Диего, США                  |                                                               |
| Победа    | 21-7   | Ричардсон Морейра          | Раздельное решение                    | UFC 183                                            | 31 января 2015   | 3     | 5:00  | Лас-Вегас, США                  | Вернулся в средний вес.                                       |
| Поражение | 20-7   | Кенни Робертсон            | Единогласное решение                  | UFC 175                                            | 5 июля 2014      | 3     | 5:00  | Лас-Вегас, США                  |                                                               |
| Победа    | 20-6   | Альберт Туменов            | Раздельное решение                    | UFC Fight Night: Machida vs. Mousasi               | 15 февраля 2014  | 3     | 5:00  | Жарагуа-ду-Сул, Бразилия        |                                                               |
| Поражение | 19-6   | Игор Араужу                | Единогласное решение                  | UFC Fight Night: Maia vs. Shields                  | 9 октября 2013   | 3     | 5:00  | Баруэри, Бразилия               |                                                               |
| Победа    | 19-5   | Леандру Силва              | Единогласное решение                  | UFC on Fuel TV: Nogueira vs. Werdum                | 8 июня 2013      | 3     | 5:00  | Форталеза, Бразилия             | Дебют в полусреднем весе.                                     |
| Победа    | 18-5   | Вагнер Праду               | Сдача (рычаг колена)                  | UFC on FX: Belfort vs. Bisping                     | 19 января 2013   | 2     | 2:39  | Сан-Паулу, Бразилия             | Бой в полутяжёлом весе; приём вечера.                         |
| Победа    | 17-5   | Итамар Роса                | TKO (удары руками)                    | Jungle Fight 47                                    | 21 декабря 2012  | 1     | 1:07  | Порту-Алегри, Бразилия          | Выиграл гран-при Jungle Fight, став чемпионом в среднем весе. |
| Победа    | 16-5   | Эдерсон Кристиан           | Сдача (рычаг локтя)                   | Jungle Fight 44                                    | 27 октября 2012  | 1     | 1:32  | Рио-де-Жанейро, Бразилия        | Второй этап гран-при Jungle Fight.                            |
| Победа    | 15-5   | Эдер Джонс                 | Раздельное решение                    | Jungle Fight 41                                    | 28 июля 2012     | 3     | 5:00  | Сан-Паулу, Бразилия             | Стартовый этап гран-при Jungle Fight.                         |
| Победа    | 14-5   | Эдилберту ди Оливейра      | KO (удары руками)                     | Jungle Fight 38                                    | 28 апреля 2012   | 1     | 3:02  | Белен, Бразилия                 |                                                               |
| Победа    | 13-5   | Жовани Франсиску           | TKO (удары)                           | Jungle Fight 35                                    | 17 декабря 2011  | 1     | 2:14  | Рио-де-Жанейро, Бразилия        |                                                               |
| Победа    | 12-5   | Виллианс Сантус            | TKO (остановлен врачом)               | Jungle Fight 33                                    | 22 октября 2011  | 1     | 2:04  | Рио-де-Жанейро, Бразилия        |                                                               |
| Победа    | 11-5   | Ричард Смит                | Сдача (удушение сзади)                | Jungle Fight 30                                    | 30 июля 2011     | 1     | 2:39  | Белен, Бразилия                 |                                                               |
| Поражение | 10-5   | Марселу Гимарайнс          | Единогласное решение                  | Jungle Fight 28                                    | 21 мая 2011      | 3     | 5:00  | Рио-де-Жанейро, Бразилия        |                                                               |
| Победа    | 10-4   | Жаксон Мора                | TKO (удары руками)                    | Jungle Fight 24                                    | 18 декабря 2010  | 1     | 4:37  | Рио-де-Жанейро, Бразилия        |                                                               |
| Победа    | 9-4    | Джейкоб Кинтана            | TKO (удар коленом)                    | Jungle Fight 23                                    | 30 октября 2010  | 1     | 1:23  | Белен, Бразилия                 |                                                               |
| Победа    | 8-4    | Потшу Потшу                | TKO (удары руками)                    | Iron Man Championship 7                            | 7 октября 2010   | 2     | 2:15  | Белен, Бразилия                 |                                                               |
| Победа    | 7-4    | Антониу Мендис             | Единогласное решение                  | Amazon Fight 4                                     | 13 августа 2010  | 3     | 5:00  | Белен, Бразилия                 |                                                               |
| Поражение | 6-4    | Бруну Силва                | TKO (удар ногой)                      | Iron Man Championship 4                            | 20 ноября 2009   | 2     | 0:40  | Белен, Бразилия                 |                                                               |
| Победа    | 6-3    | Рожериу Гама               | TKO (удары руками)                    | Belem Open Fight 2                                 | 17 сентября 2009 | 1     | 3:11  | Белен, Бразилия                 |                                                               |
| Победа    | 5-3    | Бету Силва                 | KO (удары руками)                     | Super Fight                                        | 23 июля 2009     | 2     | 3:17  | Сан-Луис, Бразилия              |                                                               |
| Поражение | 4-3    | Жерониму дус Сантус        | TKO (удары руками)                    | Hiro Belém                                         | 21 апреля 2009   | 2     | N/A   | Белен, Бразилия                 | Бой в тяжёлом весе.                                           |
| Победа    | 4-2    | Брайан Молейни             | Сдача (рычаг локтя)                   | Cage Fight Event: Rumble in the Jungle             | 21 декабря 2008  | 1     | 2:28  | Парамарибо, Суринам             |                                                               |
| Победа    | 3-2    | Жуниор Сумо                | TKO (удары руками)                    | Round Fight 2                                      | 25 сентября 2008 | 1     | 2:20  | Белен, Бразилия                 |                                                               |
| Победа    | 2-2    | Маурилиу ди Соуза          | Сдача (рычаг колена)                  | Ceará Vale Tudo Meeting                            | 18 апреля 2007   | 3     | 2:31  | Форталеза, Бразилия             | Дебют в среднем весе.                                         |
| Поражение | 1-2    | Фабио Мальдонадо           | Единогласное решение                  | Predador FC 4: Kamae                               | 25 января 2007   | 3     | 5:00  | Бразилия                        |                                                               |
| Поражение | 1-1    | Луис Сантус                | Единогласное решение                  | Mega Combat Vale Tudo                              | 1 октября 2005   | 3     | 5:00  | Белен, Бразилия                 |                                                               |
| Победа    | 1-0    | Луис Сантус                | Сдача (треугольник)                   | Iron Man Vale Tudo 7                               | 11 июня 2005     | 2     | 4:51  | Macapa, Бразилия                |                                                               |